# Krieau metróállomás

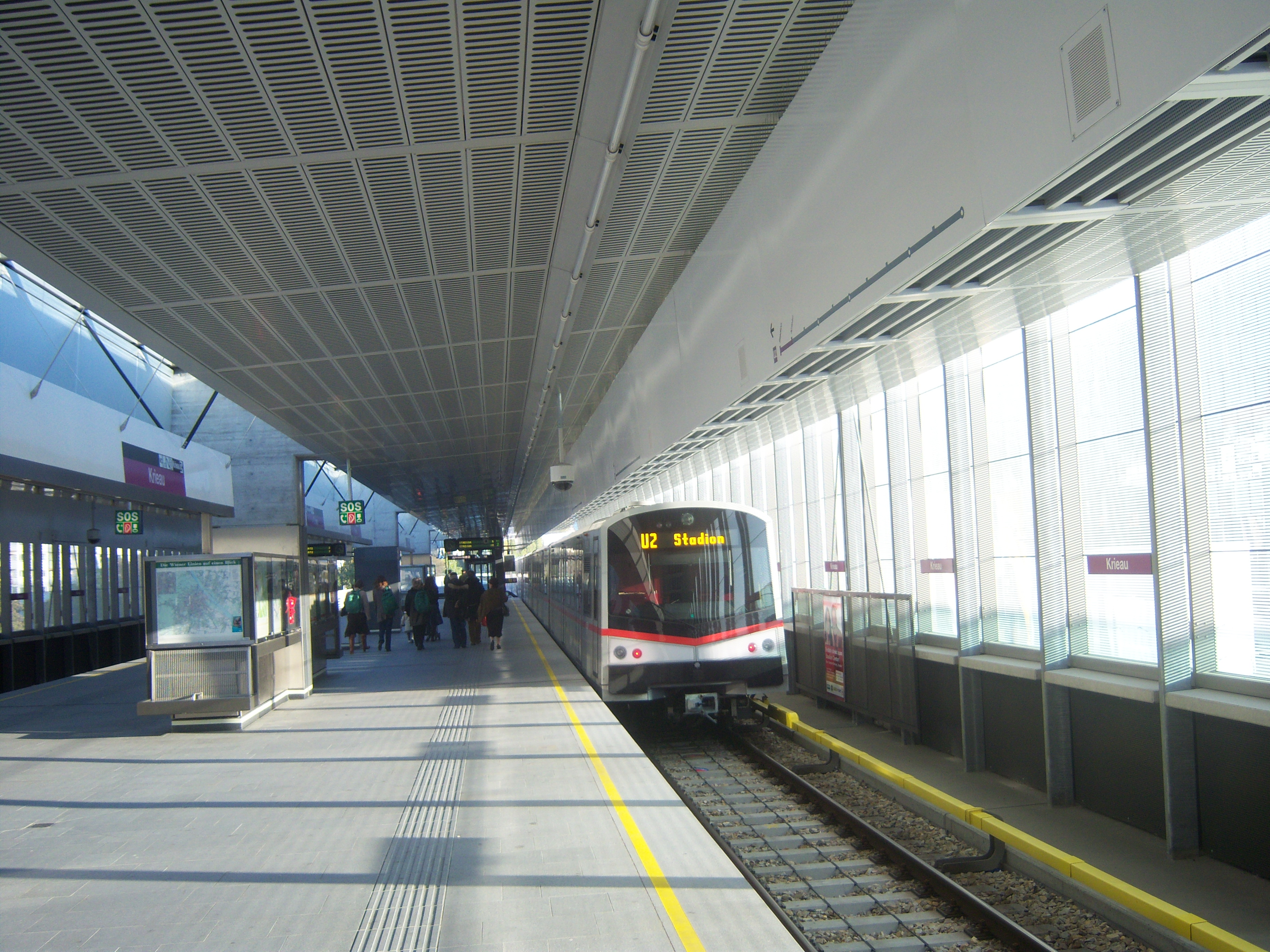
Az állomás belső, letisztult kinézete

A bécsi Krieau metróállomás az U2-es metró egyik állomása Messe-Prater és Stadion között, a Duna jobb partján. Az állomás Bécs 2. kerületében, Leopoldstadtban épült. Kinézete egységes a tőle Seestadt felé eső állomásokéval. Az állomás átadására az U2-es 2008-as Schottenring–Stadion szakaszának megnyitásakor került sor. Karlsplatz felől haladva ez az első földkéreg felett épült állomás.

## Jellemzői
Az állomás a föld szintjétől magasabban épült, kétvágányos, középperonos kialakítású. Kinézete egységes a tőle Seestadt felé eső állomásokéval, melyben többnyire a fehér szín dominál. Ennek az állomásnak kinézetbeli kisebb különlegessége, hogy az állomás közelében, a metrópályát tartó oszlopok közül 14-et különböző mintájúra festettek. A perontető a peron teljes hosszát és a vágányokat is lefedi. Rajta nagyméretű üvegtáblák vannak. Az oldalsó falak üveggel vannak lezárva a külvilágtól, így csak a sínek irányába nyitott az állomás.

## Átszállási kapcsolatok
| U2 (Schottentor ↔ Seestadt) |                        |                         |
| Állomás                     | Átszállási kapcsolatok | Fontosabb létesítmények |
| Krieau                      | 82A                    |                         |

## Galéria

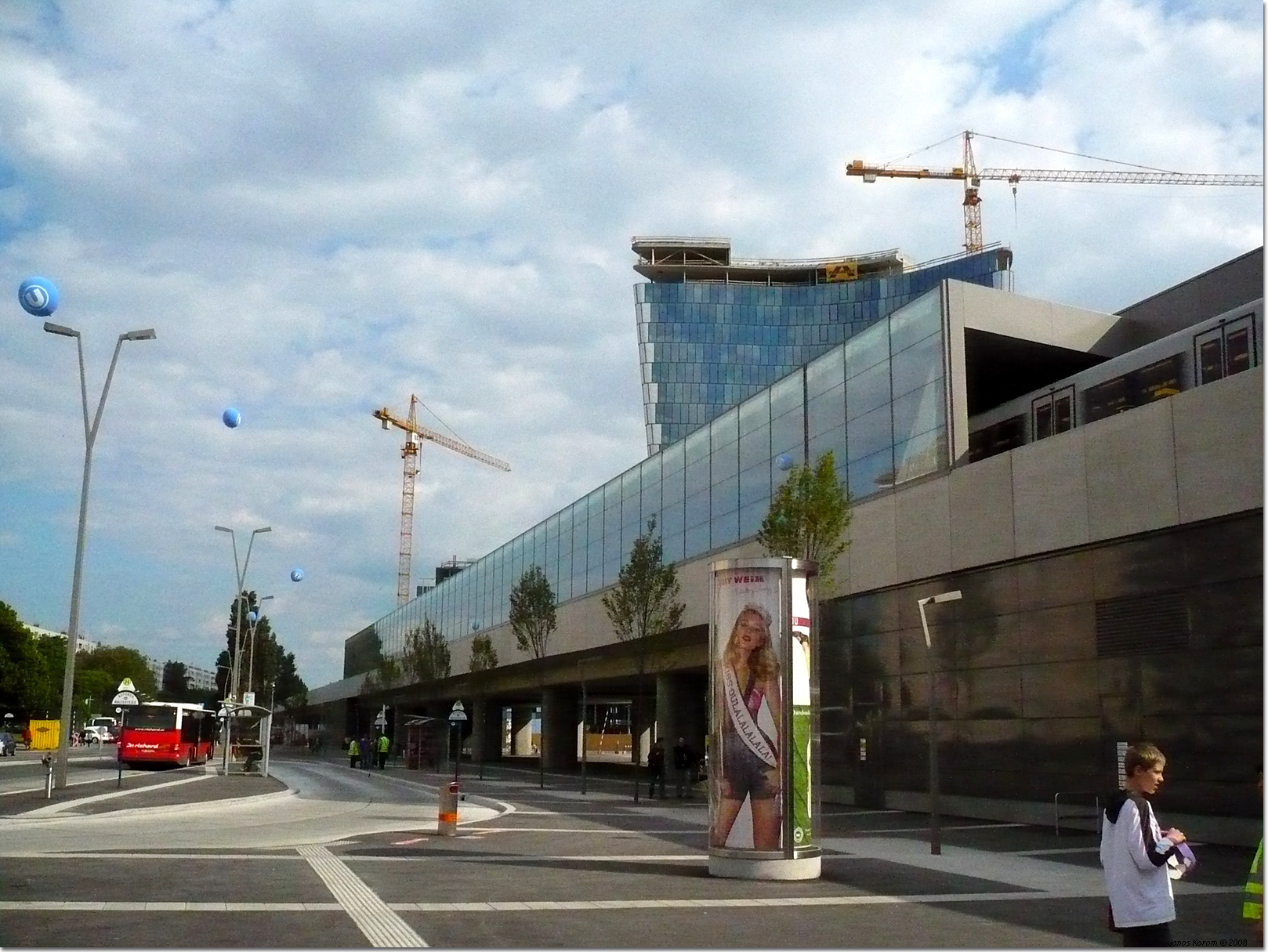
Az állomás kívülről
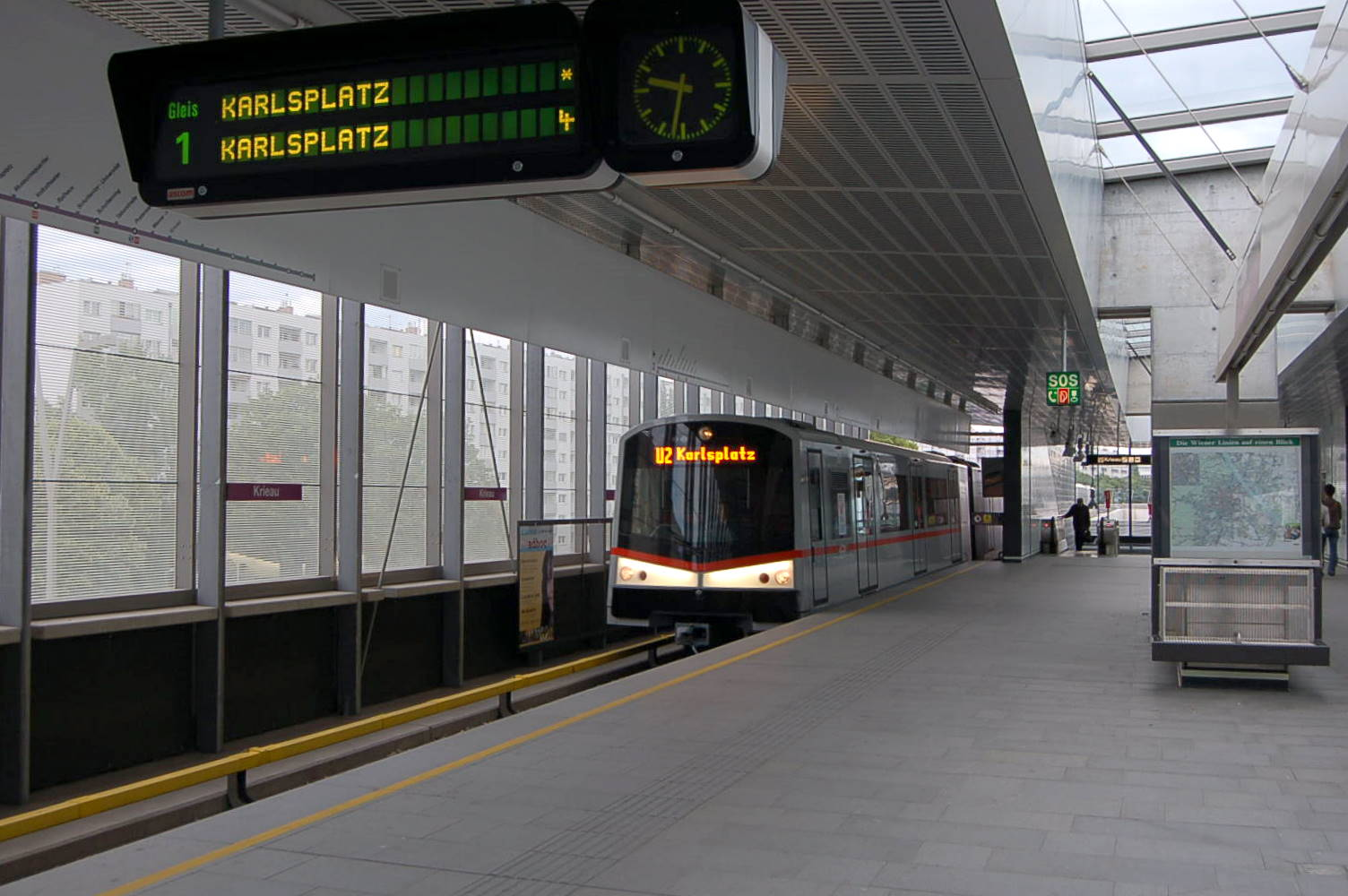
V típusú metrószerelvény
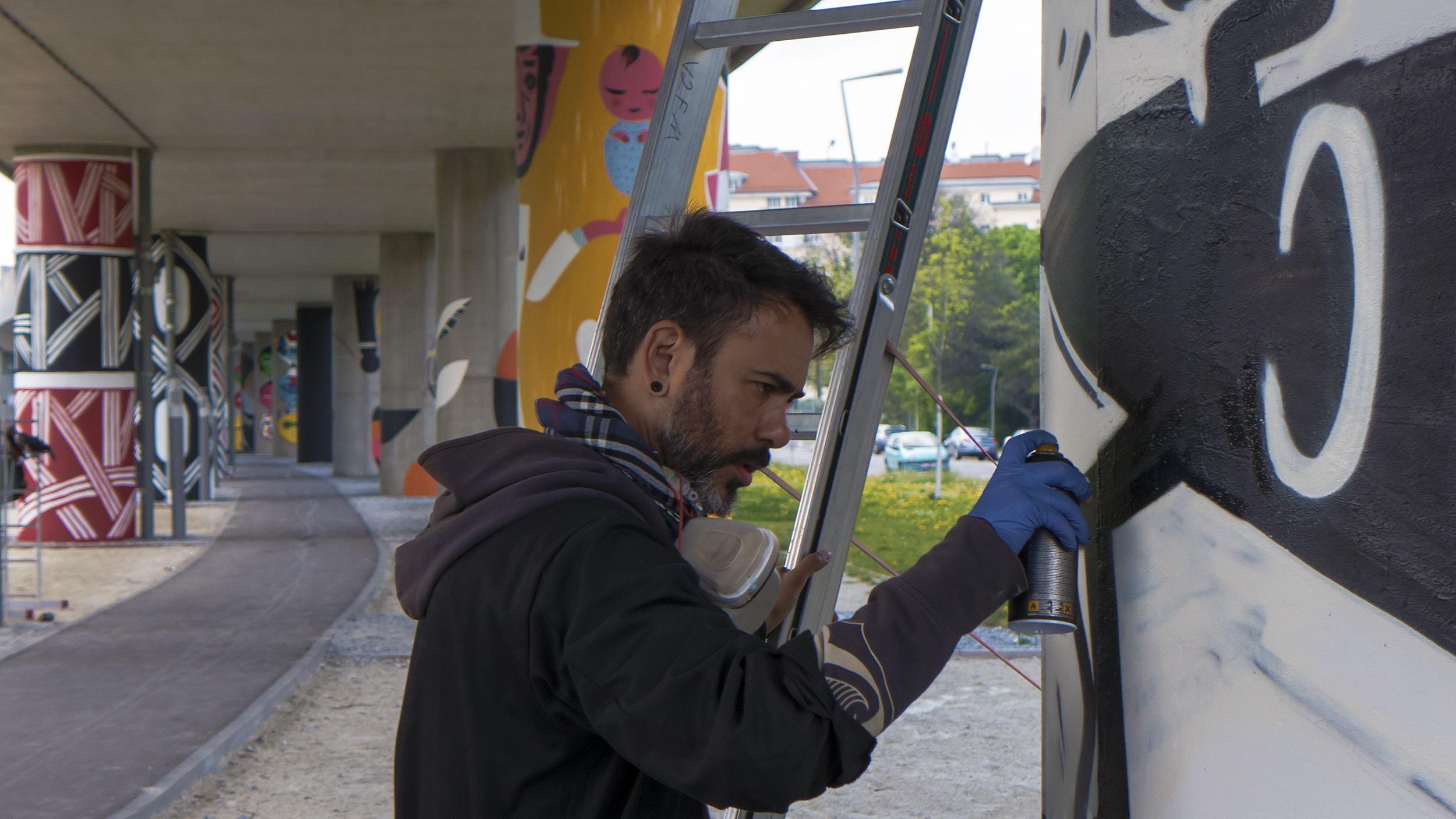
Az oszlopokat dekoráló művész munka közben
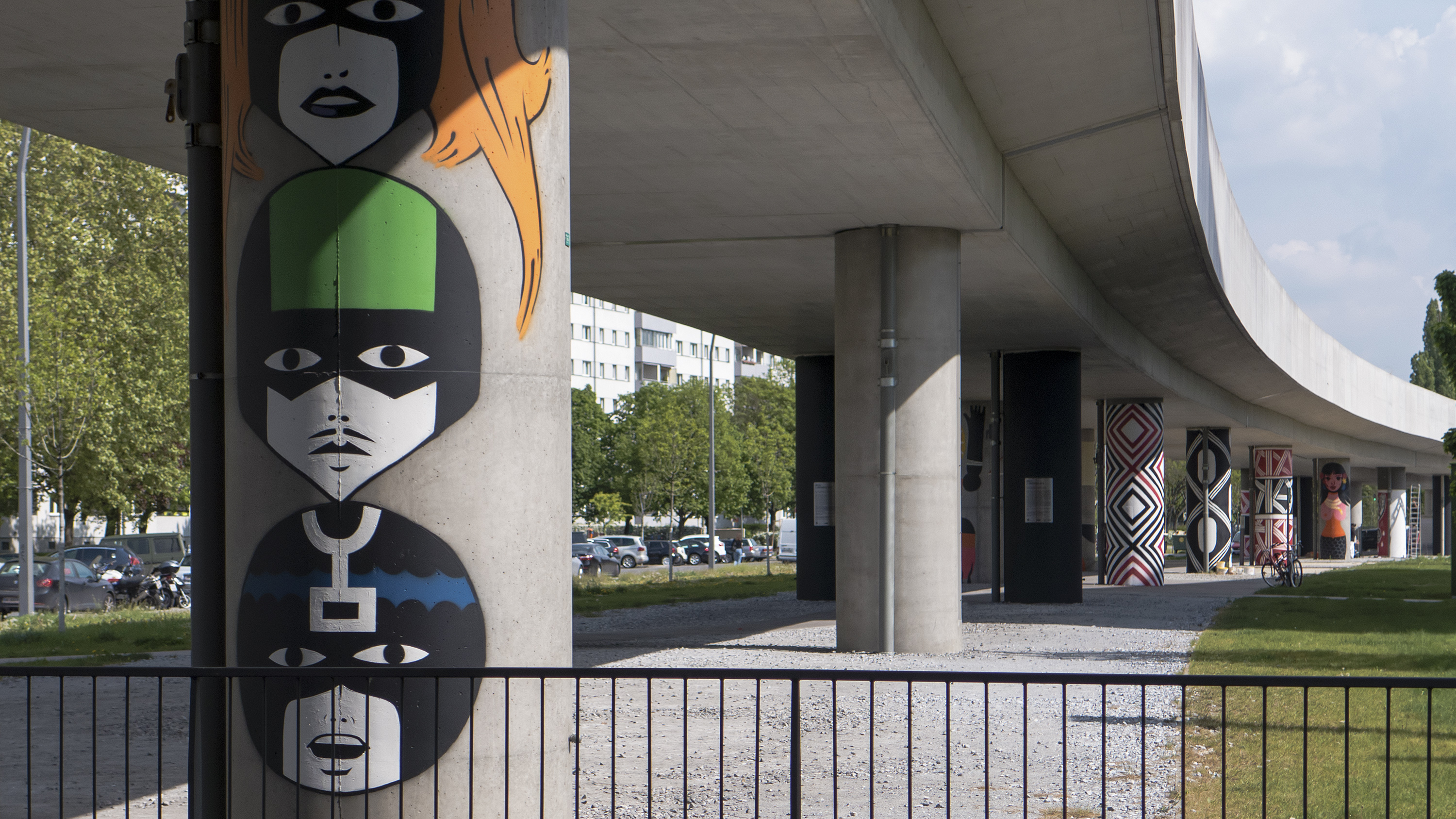
Ez pedig már a végeredmény

## Fordítás
- Ez a szócikk részben vagy egészben  az   U-Bahn-Station Krieau című német Wikipédia-szócikk fordításán alapul.  Az eredeti cikk szerkesztőit annak laptörténete sorolja fel. Ez a jelzés csupán a megfogalmazás eredetét és a szerzői jogokat jelzi, nem szolgál a cikkben szereplő információk forrásmegjelöléseként.